# Chilomycterus spinosus
Chilomycterus spinosus är en fiskart som först beskrevs av Carl von Linné 1758.  Chilomycterus spinosus ingår i släktet Chilomycterus och familjen piggsvinsfiskar.

## Underarter
Arten delas in i följande underarter:
- C. s. spinosus
- C. s. mauretanicus